# Calypte costae
El colibrí de Costa o colibrí cabeza violeta (Calypte costae), es una especie de ave apodiforme de la familia Trochilidae —los colibríes—, una de las dos pertenecientes al género Calypte. Es nativo del suroeste de América del Norte.

## Distribución y hábitat
El área de reproducción en Estados Unidos abarca desde el este de California, sur de Nevada y suroeste de Utah hasta el sur de California y oeste de Arizona, en México, desde Baja California hasta el sur de Sonora; algunas poblaciones migran hacia el sur llegando hasta la costa del Pacífico de México, hasta Sinaloa y Nayarit.
Esta especie es bastante común en sus hábitats reproductivos: el matorral del desierto de Sonora, el matorral del desierto de Mojave, y en partes de varias otras provincias bióticas, incluyendo el chaparral de California, el matorral costero de California (matorral de salvia), el bosque caducifolio del Cabo de Baja California, y marginalmente en otros hábitats (incluyendo el uso ocasional de plantaciones residenciales).

## Descripción
Esta especie es muy pequeña: un adulto maduro tan solo mide 7,6 a 8,9 cm de longitud. El macho tiene la espalda y flancos fundamentalmente verdes, una pequeña cola y alas negras, y manchas de color blanco por debajo de garganta engolada y la cola. Su característica más distintiva es su animado capuchón color púrpura y la garganta con plumas llameantes de ésta saliendo y regresando por detrás de su cabeza. La hembra no es tan distintiva como el macho, tiene un color verde grisáceo por encima con blanco por debajo del vientre.

## Comportamiento

### Reproducción
El cortejo del macho de colibrí de Costa es una serie animada de descensos y formación de arcos en picada, utilizando cuidadosamente un ángulo apropiado del sol para lucir su plumaje violeta e impresionar a posibles parejas. En cada descenso en alta velocidad también pasará a centímetros de la hembra, encaramada sobre una rama cercana y se acentuada por un chillido agudo.
Construye un pequeño nido forma de taza con fibras vegetales y abajo recubre con líquenes para mantenerlo unido. El nido se sitúa sobre el suelo en un tallo de la yuca o la rama de un árbol. La hembra pone solo dos huevos, de color blanco, que son incubados durante 15 a 18 días antes de la eclosión. Los jóvenes colibríes de Costa abandonan el nido luego de 20 o 23 días.

### Alimentación
Al igual que todas las demás especies de colibríes, se nutre del néctar de las flores y los pequeños insectos que encuentra en los pétalos de la flor. Igual que con otras especies, puede ralentizar su metabolismo durante las noches frías cuando entra en un estado similar a la hibernación, conocido como letargo: su corazón y ritmo respiratorio disminuiyen drásticamente. 

## Sistemática

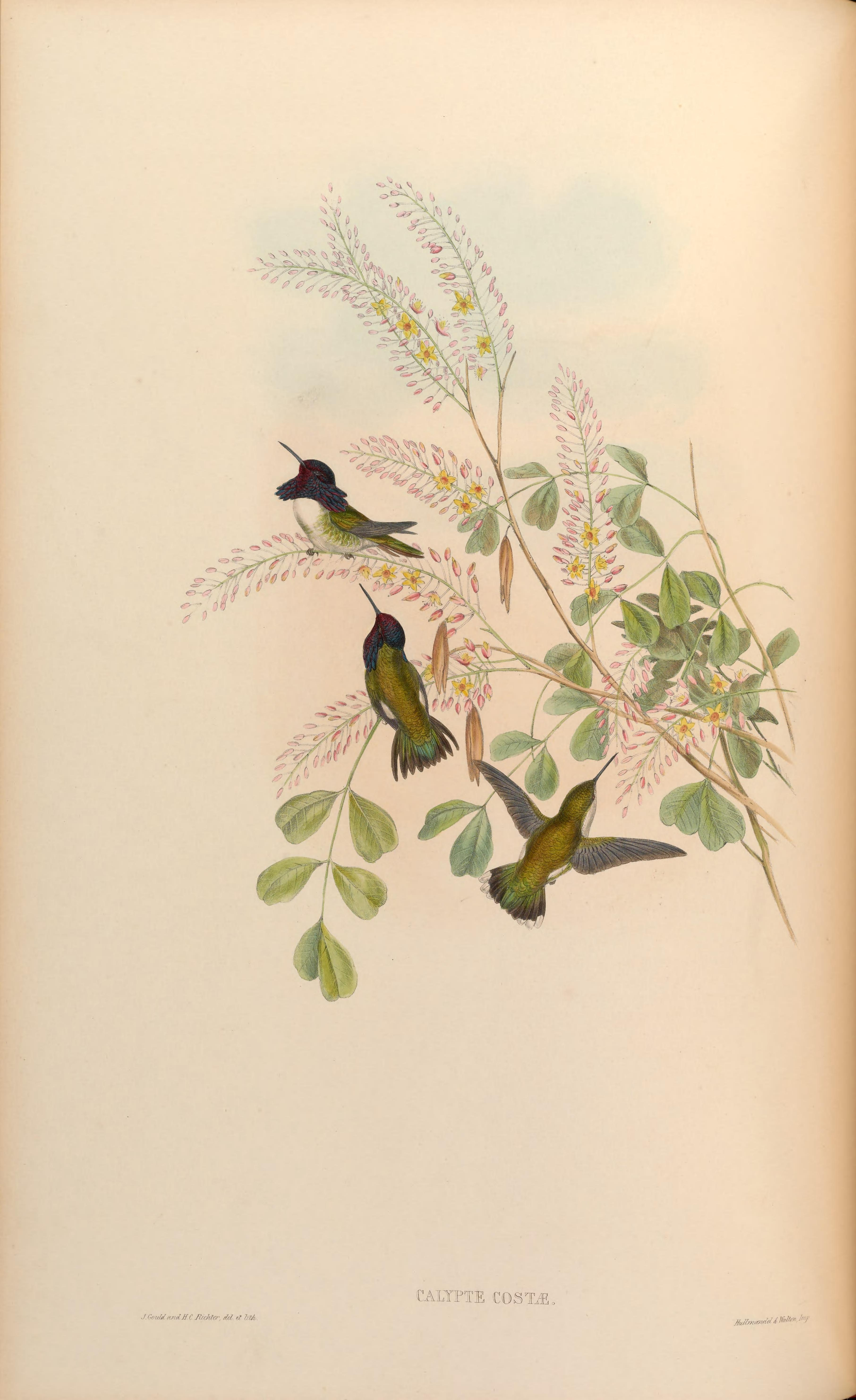
Calypte costae, ilustración de Gould y Richter en A monograph of the Trochilidae, or family of humming-birds 3, 1861.

### Descripción original
La especie C. costae fue descrita por primera vez por el ornitólogo francés Jules Bourcier en 1839 bajo el nombre científico Ornismya costae; su localidad tipo es: «California», restringido para «Magdalena Bay, Baja California».

### Etimología
El nombre genérico femenino «Calypte» no tuvo su origen definida por el autor, probablemente deriva del griego «kaluptrē», un velo femenino o vestimenta de la cabeza, en referencia a la corona púrpura-violeta iridiscente y a la gorguera alargada del macho de Calypte costae; y el nombre de la especie «costae», conmemora al ornitólogo francés Louis Marie Pantaléon Costa, marqués de Beauregard (1806—1864).

### Taxonomía
Es monotípica. Se han registrado híbridos de la presente especie con Calypte anna, Calothorax lucifer, Archilochus alexandri, Selasphorus sasin y Cynanthus latirostris.